# Eldua
Eldua es una entidad de población española del municipio de Berástegui, perteneciente a la provincia de Guipúzcoa, en la comunidad autónoma del País Vasco.

## Historia
Hacia 1860, el lugar, un barrio ya por entonces perteneciente a Berástegui, tenía contabilizada una población de 117 habitantes. Aparece descrito en el Diccionario histórico-geográfico-descriptivo de los pueblos, valles, partidos, alcaldías y uniones de Guipúzcoa (1862) de Pablo de Gorosábel con las siguientes palabras:

En el término jurisdiccional de esta villa se halla comprendido el barrio de Eldua, situado á un lado del citado camino vecinal entre Berrobi y Elduayen; cuyo vecindario se compone de diez y ocho casas de labranza y un molino harinero con 117 moradores.
(Gorosábel, 1862, p. 107)

En 2023, la entidad singular de población tenía empadronados 48 habitantes.